# محمد شمسي
محمّد حسين المطلّبي يعرف عمومًا بكنيته الفنية محمّد شمسي (6 يناير 1943 - 26 أبريل 1996) شاعر وكاتب عراقي. ولد في العمارة. تخرج في كلية الآداب بجامعة بغداد سنة 1966. عمل مدرّسًا في المدارس ثم في جامعات وعيّن مديرًا للتأليف والنشر (1981 -1984) ثمّ تفرّغ للعمل في الاتحاد العام للأدباء والكتاب في العراق. عمل في الصحف العراقية محررًا وسكرتيرًا للتحرير، ومديراً للتحرير. برز في الأدب الأطفال. من دواوينه الشعرية الشمس في الكلمات 1968 ودم الشجر الساحلي 1976 ورواية كوميديا الزواحف 1979 وسلسلة من قصص المغامرات للأطفال.

## سيرته
ولد محمّد شمسي بن حسين المطلبي في 6 يناير 1943 في مدينة العمارة جنوب العراق. ولد في العمارة. تخرج في كلية الآداب بجامعة بغداد سنة 1966 في قسم اللغة العربية. عمل مدرّسًا في المرحلة الثانويّة ثم المتوسطة، فالجامعيّة، وبالمعهد العربي النيجري وكلية الآداب بجمامعة أوبلو. ومديرًا للتأليف والنشر (1981 -1984)، والعلاقات الثقافية، ثمّ تفرّغ للعمل في الاتحاد العام للأدباء والكتّاب في العراق بوظيفة مدير علاقات ثقافية وأمين للشؤون الإدارية. عمل في الصحف العراقية محررًا وسكرتيرًا للتحرير، ومديراً للتحرير، كما عمل مشرفاً لغويًا في المؤسسة العامة للإذاعة والتلفيزيون، وعمل أيضًا في حقل ثقافة الأطفال.
حصل على جائزة أفضل كتاب عربي للأطفال في مسابقة المنظمة العربية للتربية والثقافة والعلوم، 1981.
توفي في 26 أبريل 1996، في بغداد (؟).

## شعره
يمتاز بإسلوبه السهل الممتنع مستعينا بالرمز تارة وبالآستعارة في إنسابية مرهفة بعيداً عن الحشو والخطابة والسرد النثري محافظاً على الإيقاع الموسيقي الذي يحمله إلى ضفة العنادل.

## مؤلفاته
من دواوينه الشعرية:
- طوفان الشمس في الكلمات، 1968
- دم الشجر الساحلي، 1976
- كوميديا الزواحف، رواية قصيرة، 1979

وله سلسلة مكتبة المغامرات للفتيان التي ظهر منها:
- لصوص البحر، 1981
- السفينة الغامضة، 1983
- أشباح الليل، 1984
- كمين في الأدغال، 1984
- القرصان، 1984

وله سلسلة مغامرات الأميرة شهرزاد التي طبع منها ثماني قصص:
- ألف ميل بين الغابات
- أرض ساخنة
- من غرائب الأسفار
- ذكريات المدن
- سارق النار

## وصلات خارجية
- محمد شمسي على موقع قاعدة بيانات الأفلام العربية
- في موقع أرشيف المجلات